# Benjamin Millepied
Benjamin Millepied (Bordeaux, 10 giugno 1977) è un ballerino, coreografo e regista francese.
È stato primo ballerino del New York City Ballet dal 2002 al 2011 e coreografo di fama internazionale.

## Biografia
Millepied è nato a Bordeaux in Francia ed è cresciuto a Dakar in Senegal. La sua formazione da ballerino è iniziata all'età di 8 anni con sua madre, una ex ballerina di balletto. Tra i 13 e 16 anni ha studiato con Michel Rahn al Conservatorio Nazionale (Conservatoire national supérieur de musique et de danse de Lyon) di Lione.

### Carriera
Nell'estate del 1992 frequentò le lezioni della School of American Ballet (SAB) e tornò allo studio a tempo pieno nel 1993 con una borsa di studio del Ministero degli Esteri Francese (Bourse Lavoisier). Al workshop primaverile della SAB interpretò il ruolo principale alla prima di 2 and 3 Part Inventions di Jerome Robbins, ruolo per cui ricevette anche un Prix de Lausanne
Millepied si unì ai ballerini del New York City Ballet nel 1995, venne promosso solista nel 1998 e divenne il ballerino principale nel 2002.  Millepied è anche coreografo, crea balletti per il City Ballet, per l'American Ballet Theatre e per la sua compagnia personale, Danses Concertantes.
Nel 2009 ha lavorato come coreografo per il film Il cigno nero, un thriller psicologico diretto da Darren Aronofsky, nel cast anche Natalie Portman e Mila Kunis.
Un paio di mesi di riprese e Millepied si è subito trovato dall'altra parte della telecamera come partner di ballo della Portman e della Kunis. Non aveva molte battute, ma quando la rivista Details gli chiese cosa pensasse della recitazione disse: "Mi ci sono veramente appassionato... Sono rimasto stupito, soprattutto da Natalie, vederla era strabiliante".
Nel 2013 è nominato direttore del Balletto dell'Opéra di Parigi.

### Vita privata
Benjamin ha lasciato la sua convivente, la ballerina Isabella Boylston, quando ha iniziato una relazione con l'attrice Natalie Portman, incontrata mentre lavoravano insieme al film Il cigno nero.
Nel dicembre 2010, Millepied e la Portman hanno confermato il loro fidanzamento; Aleph, il loro primo figlio, è nato nel giugno 2011. Il 4 agosto 2012 la coppia si è sposata a Big Sur, California, con una cerimonia di rito ebraico. Il 22 febbraio 2017 è nata la loro seconda figlia, Amalia. La coppia si separa nel 2023 e divorzia nel 2024.

## Coreografie
- Conservatoire National
  - Passages (2001)
  - Clapping Music (2002), musica di Steve Reich
- Danses Concertantes, Sadler's Wells, Londra
  - Triple Duet (2002), music di J. S. Bach
- Bay Street Theater, Sag Harbor, NY
  - Double Aria (2003), spartito commissionato: Double Aria per Violino Solo (2003) di Daniel Ott (b. 1975)

- NYCB Spring Gala, 2005
  - Double Aria
- Florence Gould Hall, NY
  - Circular Motion (2005), musica: Pieces of Reich per due pianoforti (2004) di Daniel Ott (b. 1975)
  - Music for Pieces of Wood (1973) (arr. Daniel Ott) di Steve Reich
- Bard College, Annandale-on-Hudson, NY, 2009
- Avery Fisher Hall, Lincoln Center, NY, 2009
  - Everything Doesn't happen at once, musica di David Lang

### Ruoli ideati
- Christopher d'Amboise
  - Circle of Fifths
- Melissa Barak
  - If By Chance
- Peter Martins
  - Concerti Armonici
  - Guide to Strange Places
  - Hallelujah Junction (NYCB premiere)
  - Octet
  - Swan Lake
    - Benno
    - Pas de Trois
- Stephen Baynes
  - Twilight Courante

- Boris Eifman
  - Musagète
- Angelin Preljocaj
  - La Stravaganza
- Jerome Robbins
  - Brandenburg
  - Les Noces
- Helgi Tomasson
  - Prism
- Christopher Wheeldon
  - Slavonic Dances

### Ruoli di primo piano
- George Balanchine
  - Agon
  - Ballo della Regina
  - Chaconne
  - Coppélia
    - Frantz

  - Divertimento from Le Baiser de la fée
  - Donizetti Variations
  - The Nutcracker
  - Harlequinade
    - Harlequin

  - Jewels
    - Rubies

  - A Midsummer Night's Dream
  - Raymonda Variations
  - La Sonnambula
  - La Source
  - Stars and Stripes
  - Symphony in C
  - Symphony in Three Movements
  - Tarantella
  - Tschaikovsky Pas de Deux
  - Tschaikovsky Suite No. 3
    - Theme and Variations

  - Union Jack
  - Valse-Fantaisie
  - Western Symphony

- August Bournonville
  - Bournonville Divertissements
- Peter Martins
  - Ash
  - Fearful Symmetries
  - Jeu de cartes
  - Quartet for Strings
  - The Sleeping Beauty
  - Stabat Mater
  - Swan Lake
    - Siegfried

  - Tschaikovsky Pas de Quatre
  - Zakouski
- Jerome Robbins
  - 2 and 3 Part Inventions
  - Dances at a Gathering
  - Fancy Free
  - Fanfare
  - The Four Seasons
  - Interplay
  - Piano Pieces
  - West Side Story Suite
- Richard Tanner
  - Soirée
- Christopher Wheeldon
  - Carousel (A Dance)
  - Mercurial Manoeuvres

## Recensioni
- Macaulay, Alastair, Dance Review: World Premieres, Balanchine and the Tutu Deconstructed, in The New York Times, 14 maggio 2009.